# Scalpello

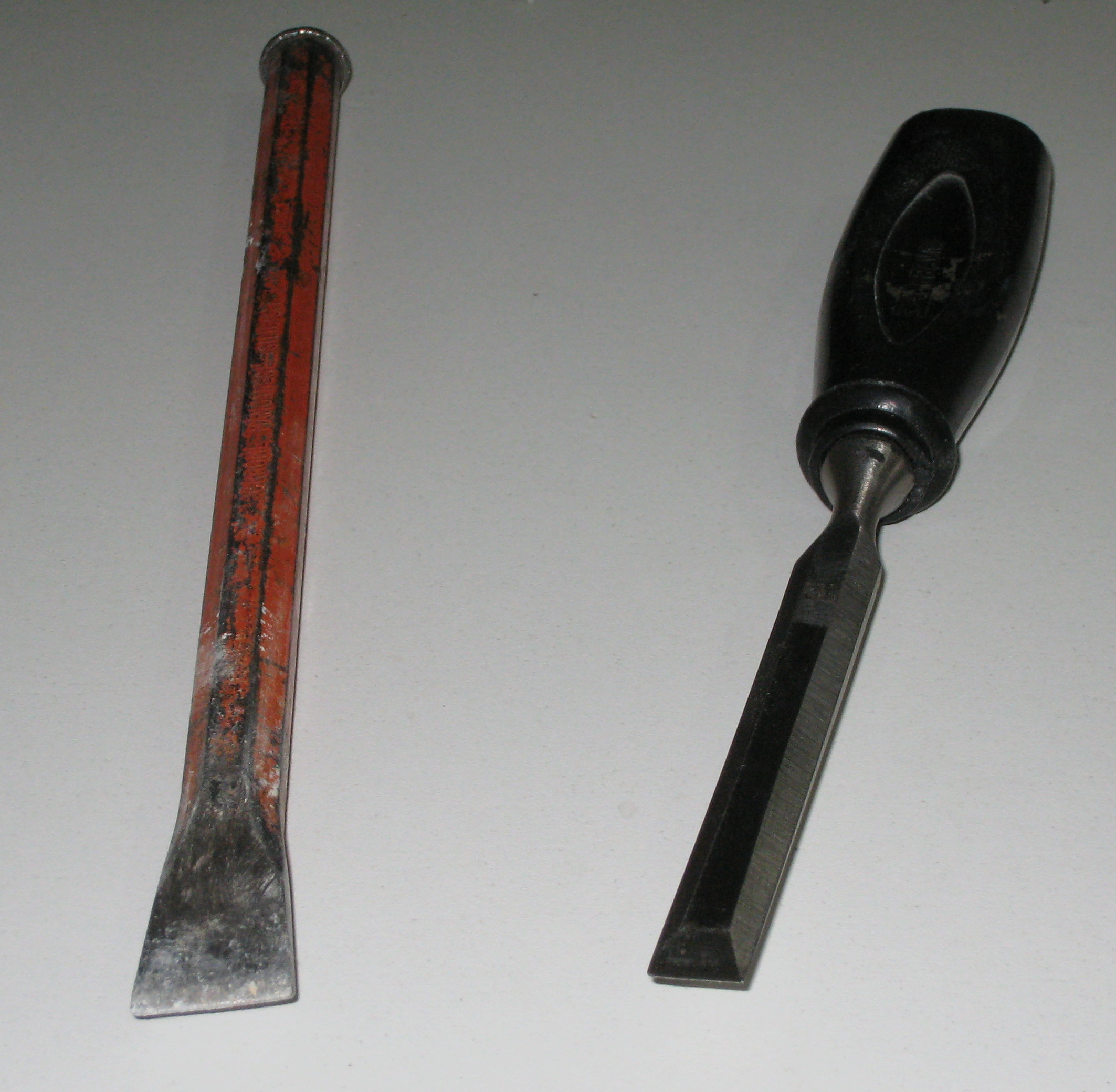
Scalpello da muratore (a sinistra) e da legno (a destra)

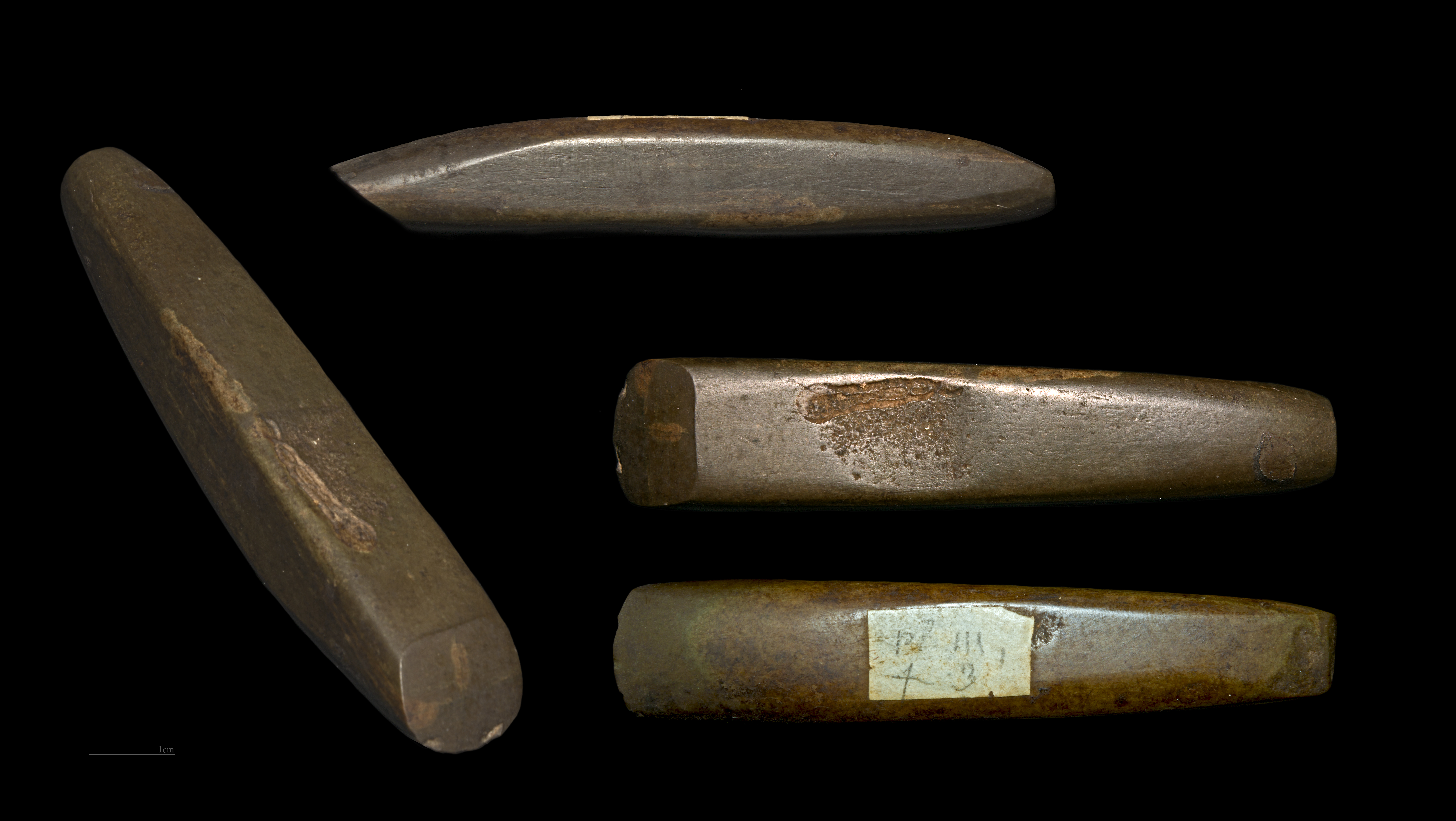
Scalpello, pietra levigata - Età del Bronzo.

Lo scalpello è un utensile che serve per asportare parti di materiale in forma di schegge.

## Tipologie

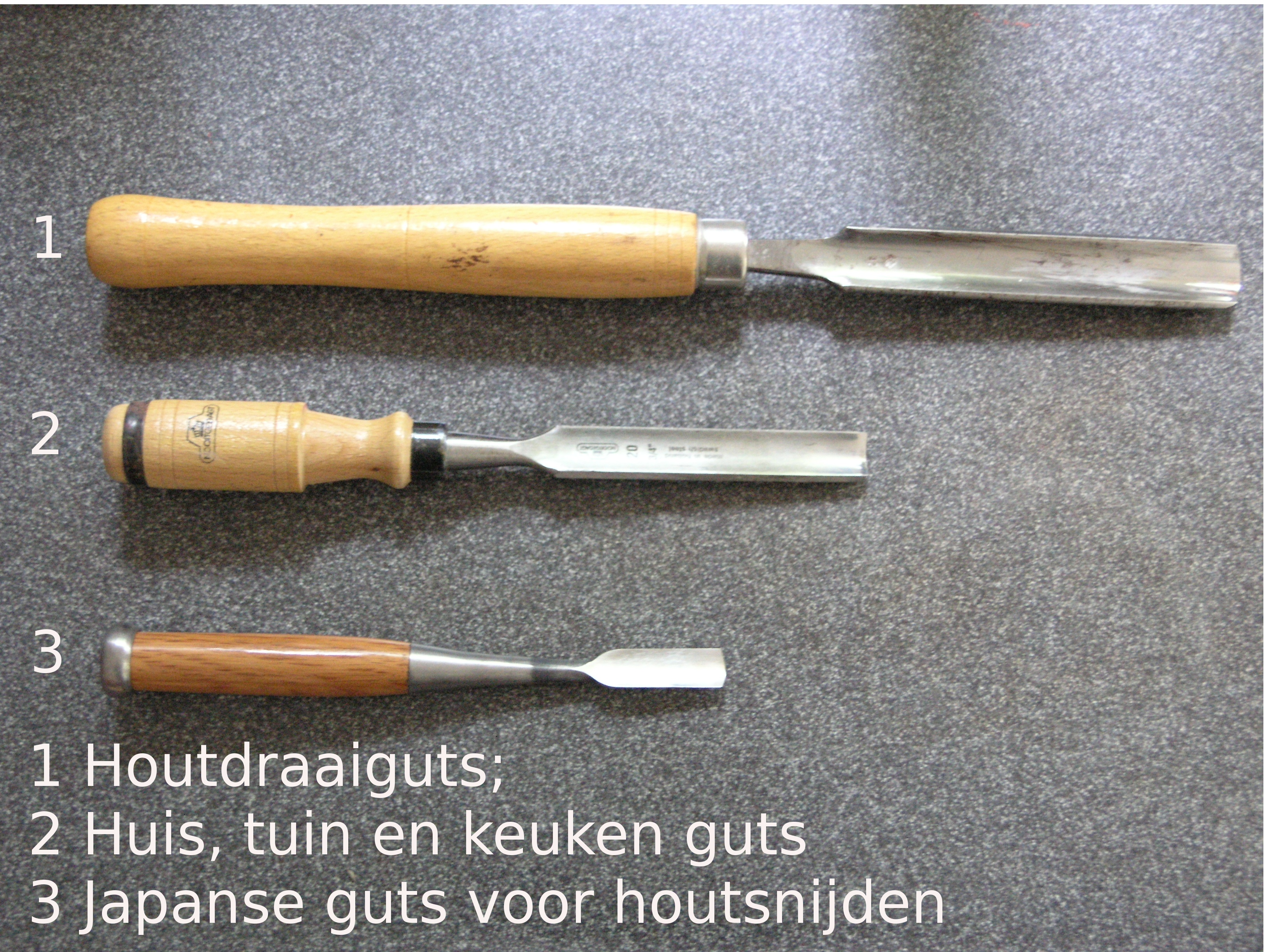
Sgorbie

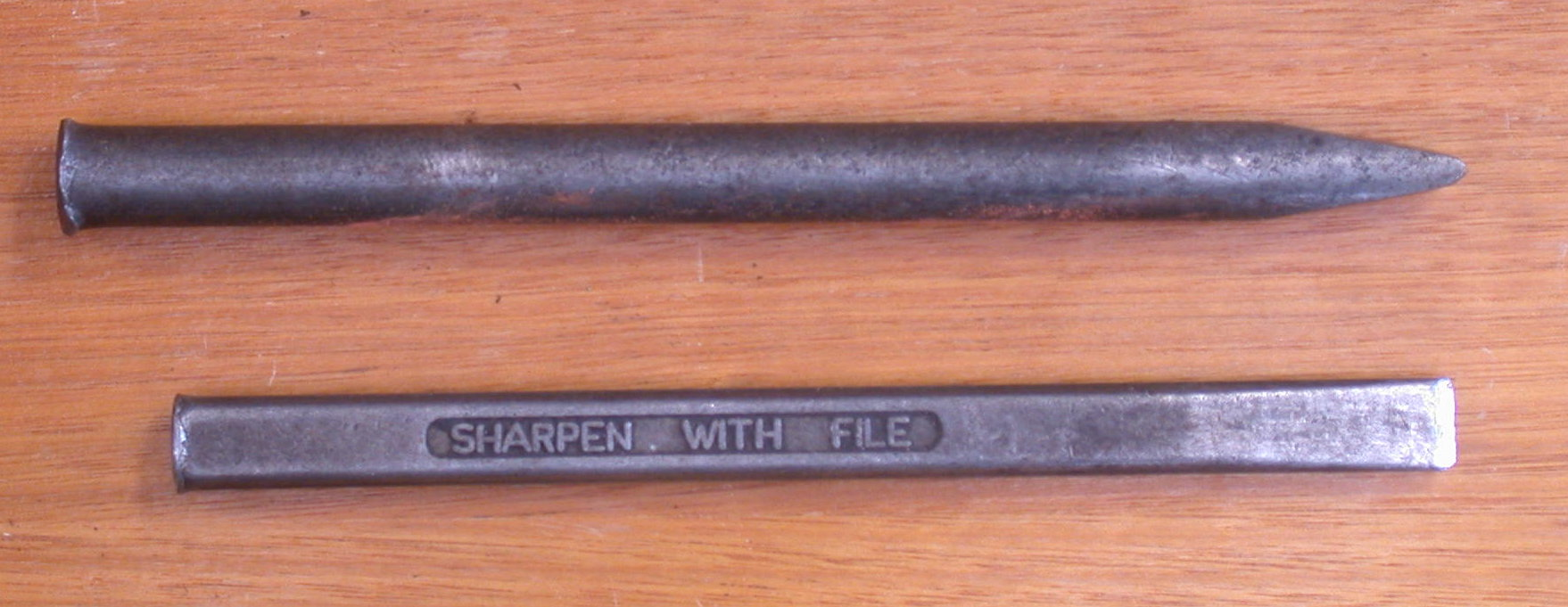
Scalpello da ferro

Ce ne sono di vari tipi, adatti a vari utilizzi:
- in falegnameria, ebanisteria e liuteria per asportare piccole parti di legno;
- in meccanica per i lavori di aggiustaggio;
- in edilizia ed in generale nella lavorazione della pietra.

Le tre tipologie, dovendo operare su materiali con caratteristiche molto diverse tra loro, differiscono sensibilmente sia per la forma che per il tipo di affilatura.

### Falegnameria
La versione per falegnameria si presenta in tre forme:
- Lo "scalpello" vero e proprio, che ha la lama diritta, con il tagliente disposto trasversalmente sul bordo estremo, quello opposto all'impugnatura. Serve per fare incastri, scanalature, correzioni sulla superficie del materiale e altri svariati impieghi.
- Il "bedano", che ha invece il tagliente (diritto) ricavato nello spessore della lama. Serve per fare scanalature strette e profonde, come le mortase.
- La "sgorbia", che ha la lama arrotondata o bombata, vale a dire semicilindrica. Serve per fare scanalature concave o convesse, a seconda della faccia dove sia stato arrotato il "bisello".

I primi due si possono percuotere sull'estremità del manico con un mazzuolo per facilitarne la penetrazione nel materiale, ma non la sgorbia, che viene spinta solo con pressione manuale. Se si usano solamente le mani, la tecnica corretta è spingere con una mano (quella dietro) e frenare con l'altra (quella avanti), per controllare la penetrazione dell'utensile, indispensabile quando si devono effettuare lavori di precisione.

### Metallurgia
La versione per metalli si presenta in due forme:
- Lo "scalpello", che ha il tagliente disposto sulla parte più larga dell'utensile. Serve per asportare sovraspessori, recidere lamiere, troncare la testa di ribattini o di altri organi di collegamento, a seconda della sua particolare configurazione.
- L' "ugnetto" - corrispondente al "bedano" per il legno, che ha invece il tagliente praticato nello spessore dell'utensile. Serve per cavare solchi stretti e profondi, nonché altre operazioni dove la forma lo rende particolarmente adatto.

Si utilizza guidando l'inclinazione e l'orientamento con una mano e percuotendo sul codolo con un martello.

## Modelli tecnologici
Questo attrezzo è disponibile anche nella versione ad azionamento elettrico e ad aria compressa. Lo scalpello viene inserito in un dispositivo sagomato sulle fattezze della mano, il quale riproduce la percussione di un martello, ma con una rapidità di lavoro che può superare le 10 battute al secondo. Sono usati in campo professionale e dove occorra grande efficienza e rapidità nel condurre a termine il lavoro; esistono versioni economiche adatte anche per lavori hobbistici.

## Utilizzo
Se si usano solamente le mani, la tecnica corretta è spingere con una mano (quella dietro) e frenare con l'altra (quella avanti), per controllare la penetrazione dell'utensile, indispensabile quando si devono effettuare lavori di precisione.
Lo scalpello (quello per metalli) può essere usato (assieme al martello) anche per poter svitare le viti che sono state spanate (con innesto interno) e dove la chiave non può più fare presa e l'uso della pinza risulti scomodo o inadatto, come nel caso di viti che hanno la testa poco o per niente esposta. Questa tecnica risulta essere molto semplice e veloce nella sua esecuzione, permettendo di svitare anche le viti più bloccate, ma richiede una corretta esecuzione, dato che se eseguita erroneamente può portare a un taglio della testa della vite, costringendo a trapanare e rifilettare, in alcuni casi per ripristinare la filettatura originale si deve ricorrere anche all'helicoil.

## Manutenzione
Lo scalpello per legno si arrota passando la lama su una mola con grana 200 dopodiché si affila, avvalendosi di pietre rettificate - solitamente una pietra di grana 800 e una di grana 6000 - unitamente ad un lubrificante, olio o acqua. Per controllare l'efficacia dell'affilatura si prova a radere qualche pelo sul dorso della mano.
Nell'uso in meccanica e nella lavorazione della pietra l'affilatura è meno impegnativa, in quanto l'efficienza dell'azione di taglio e scheggiatura è affidata principalmente alla forza di percussione esercitata dal martello o dalla mazzetta.

## Precauzioni nell'uso
Lo scalpello è un utensile potenzialmente molto pericoloso se non viene usato con attenzione. Una regola generale è di non lavorare mai con la lama verso il corpo o la mano, ma indirizzando sempre la lama verso "fuori". Usare due mani, una che spinge e una che trattiene.

## Curiosità
Come simbolo viene utilizzato in massoneria per indicare lo strumento che l'Apprendista usa unitamente al mazzuolo per sgrossare la pietra grezza.